# Chiochiș (gmina)
Chiochiș – gmina w Rumunii, w okręgu Bistrița-Năsăud. Obejmuje miejscowości Apatiu, Bozieș, Buza Cătun, Chețiu, Chiochiș, Jimbor, Manic, Sânnicoară, Strugureni i Țentea. W 2011 roku liczyła 3086 mieszkańców.